# Primera carta de Pere
La Primera carta de Pere és un llibre del Nou Testament atribuït tradicionalment a sant Pere, tot i que alguns estudiosos posen en dubte l'autoria, ja que sembla haver estat escrita entre l'any 75 i el 112. És una carta dirigida als cristians i gentils d'Àsia Menor, als quals l'emissor insta a romandre fidels als principis i a l'exemple de Jesús malgrat les persecucions. Ha estat escrita en un bon grec i l'autor demostra conèixer bé l'Antic Testament, que cita o al·ludeix repetidament, especialment el Pentateuc.

## Autor i data
Aquesta carta comença amb l'afirmació que ha estat escrita per l'apòstol Pere (1,1). Això ha fet que fins al segle xix no es dubtés de l'autoria petrina. Si diem que l'autor és l'apòstol Pere, la carta ha de ser a tot tardar de l'any 64, que és quan probablement Pere hauria mort durant la persecució als cristians per l'emperador Neró. En canvi, si creiem que l'autor és algú del cercle de Pere, podem pensar en els anys 70-80. Habitualment s'argumenta el bon grec, la utilització de la LXX i la descripció d'una comunitat de l'Àsia Menor de finals del segle i, per donar suport a la segona hipòtesi. Tanmateix, és una qüestió que encara avui roman oberta a la investigació bíblica.

## Destinataris
Pel que diu la carta deduïm que majoritàriament són convertits de fa poc temps i que provenen del món pagà. Són de classe social baixa, amb pocs recursos econòmics, del món rural i viuen en petites poblacions escampades per un territori força extens (Àsia Menor. 1Pe 1,1).
Aquests cristians s'agrupen en fraternitats, a les quals s'hi entra pel baptisme. D'aquesta manera entren a formar part del poble de Déu. Són governades pels "ancians" (1Pe 5,1) i comporta una manera de viure que és descrita detalladament en aquesta carta.
Totes aquestes comunitats viuen en un ambient poc favorable i són menystingudes per la resta de la població, la qual no comparteix la mena de vida que segueixen. No obstant això, no cal pensar en persecucions oficials per part de l'Imperi Romà.

## Contingut

### Gènere literari
Per un moment podem pensar que es tracta d'una homilia sobre el baptisme, com va fer en el seu dia M. E. Boismard. Si més no, per la gran quantitat de referències que té sobre la litúrgia baptismal (1,3.23; 2,2.9 i 3,21). Tanmateix és clar que es tracta d'una carta amb salutacions a l'inici i al final, una acció de gràcies i unes exhortacions a una comunitat coneguda per l'autor.

### Estructura
- 1,1-12 Salutació i acció de gràcies.
- 1,13-2,10 Una comunitat allunyada de Déu ha estat cridada a viure en el Crist.
- 2,11-4,11 Aspectes de la vida del creient. Se subratlla la importància de donar testimoni amb el comportament.
- 4,12-5,11 Descripció del present dur que viu la comunitat juntament amb una exhortació a l'esperança de la manifestació del Déu salvador.
- 5,12-14 Salutació final i comiat.

### Teologia
A la carta s'exhorta els seguidors de Jesús a fonamentar la vida en Jesucrist malgrat el menyspreu i la marginació que pateixen per part de la resta de la població, la qual els titlla d'estrangers. L'exhortació és doble. D'una banda, insta a la cohesió interna, a ajudar-se mútuament. D'altra, al diàleg amb els qui els menystenen. Ha de ser un diàleg que no imposi res, tot s'ha de fer des del respecte, amb bones paraules i bones obres. És essencial el testimoni i una conducta íntegra dins de la comunitat i en la societat. No és casualitat que la carta esmenti de manera especial l'amor, l'hospitalitat i el servei.